# دانيال برات (سياسي)
دانيال برات (بالإنجليزية: Daniel Pratt)‏ هو قاضي ومحامي وسياسي أمريكي، ولد في 1806 في مقاطعة واشنطن في الولايات المتحدة، وتوفي في 23 يوليو 1884 في سيراكيوز في الولايات المتحدة. انتخب عضو جمعية ولاية نيويورك.